# Mesterházy Károly
Mesterházy Károly (Oroszvár, 1939. december 22.) régész.

## Élete
1944-ig Nagyváradon éltek. Édesapja pályamunkás és a celldömölki vasutas szakszervezeti könyvtárat vezette. Az általános iskolát a celldömölki evangélikusoknál kezdte, az államosítás után a köziskolába került.
Az Eötvös Collegium tagja, 1963-ban végzett az ELTE-n. A debreceni Déri Múzeum munkatársa lett, de összetűzésbe került az intézmény vezetőjével Béres Andrással.
A Magyar Nemzeti Múzeum osztályvezetője, a honfoglalás korának egyik jeles kutatója.
Ásatott többek között Abaúj-várban, Ártándon, Berettyóújfaluban, Körösszakálon, Szerepen.

## Elismerései
- 1995 Rómer Flóris-emlékérem
- 2022 A Magyar Érdemrend lovagkeresztje

## Művei
- 1965 Az S-végű hajkarika elterjedése a Kárpát-medencében. A Debreceni Déri Múzeum Évkönyve 1962–64, 95–113.
- 1975 Régészeti adatok Hajdú-Bihar megye területe IX-XIII. századi településtörténetéhez I-II. Déri Múzeum évkönyvei 1973-74.
- 1980 Nemzetségi szervezet és az osztályviszonyok kialakulása a honfoglaló magyarságnál. Budapest.
- 1990 A Felső-Tisza-vidéki ötvösműhely és a honfoglalás kori emlékek időrendje. Agria XXV–XXVI (1989–1990), 235–274.
- 1993 A magyar honfoglalás régészetének ötven éve. Századok 127, 270-310.
- 1993 Régészeti adatok Magyarország 10.-11. századi kereskedelméhez.
- 1996 Avarok, szlávok, magyarok a Bükk-hegységben. Századok 130, 861–876.
- 1997 Awaren, Slawen und Ungarn im Bükkgebirge.
- 1999 Grossmährische Zierknöpfe in altungarischen Grabfunden.
- 2001 Fettich Nándor és a magyar honfoglalás régészete. Vasi Szemle 2001/ 4, 452-458.
- 2002 Dunántúl a 10. században. Századok 136, 327-340.
- 2004 Lengyel - magyar kapcsolatok a 10-11. században.
- 2006 Die Kunst der landnehmenden Ungarn im Kraftfeld der iranischen, byzantinischen und islamischen Welt.
- 2008 Taktika Maďarov v čase príchodu do Karpatskej kotliny a ich zbrane so zvláštnym zreteľom na tulce.
- 2011 Települési kontinuitás a Bükk-hegységben a 8–10. században a vasfeldolgozás példáján. In: Sötét idők falvai. 8–11. századi települések a Kárpát-medencében. Tempora Obscura 1. Szerk.: Kolozsi B. – Szilágyi K. A. Debrecen, 15–32.
- 2014 Mediterrane Elemente in der Kultur der Ungarn im 10–11. Jahrhundert. In: A Kárpát-medence, a magyarság és Bizánc. Acta Universitatis Szegediensis Opuscula Byzantina 11. Szerk.: Olajos, T. Szeged, 155–170.